# Kandahar
Kandahar (en paixtu کندهار [Kandahār] o قنذار [Qandahār]; en persa کندهار [Kandahār] o قندهار [Qandahār]; en darí قندهار [Kandahār]) és una ciutat de l'Afganistan, capital de la província homònima, situada a 500 km al sud-oest de Kabul. La província tenia 886.000 habitants (2002) (724.000 habitants el 1960), i a la capital hi viuen uns 450.300 habitants (2006), que eren 120.000 el 1960. És la segona ciutat de l'Afganistan i principal centre de comerç, especialment per a productes agrícoles. Té un aeroport internacional i una extensa xarxa viària. També està comunicada per via terrestre amb Quetta, al Pakistan. Peshawar i Kandahar són les principals ciutats del poble paixtu. Forma un oasi entre els rius Tarnak i Arghandab.

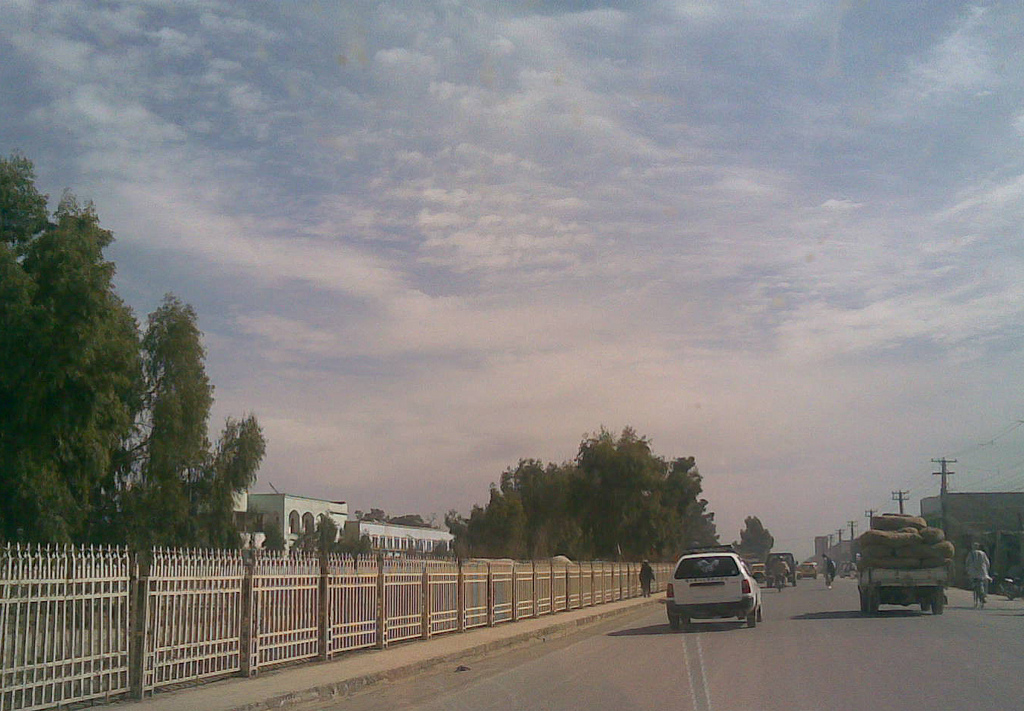
Carrer

## Història
Hi ha restes prehistòriques a les veïnes Mundigak i Deh Morasi Ghundai d'entre el 4000 i el 2000 aC, amb l'establiment de poblacions que ja comerciaven amb el nord-est de l'Índia, i amb Iran i les estepes de l'Àsia central.

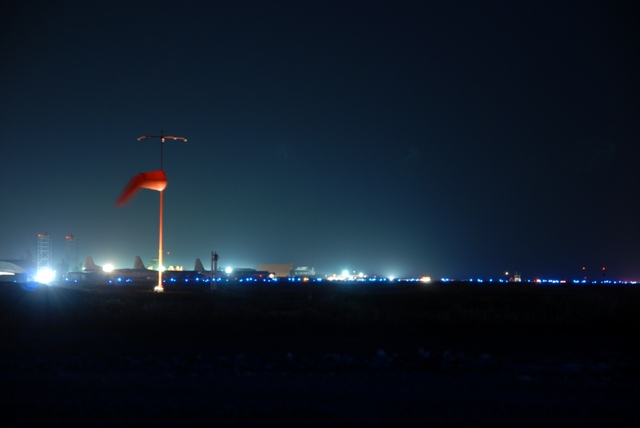
Aeroport de nit

Amb els aquemènides fou part de la satrapia d'Harahuvat; a les tauletes de la fortalesa de Persèpolis s'esmenta el viatge entre Susa i Kandarash. Al segle iv aC, la regió produïa un vi molt apreciat que esmenta l'autor indi Kautilya i era coneguda a Occident pel nom d'Aracòsia (Harahuvat) i la ciutat seria la Αραχωοίας d'Isidor de Carax, esmentada tanmateix per altres historiadors.

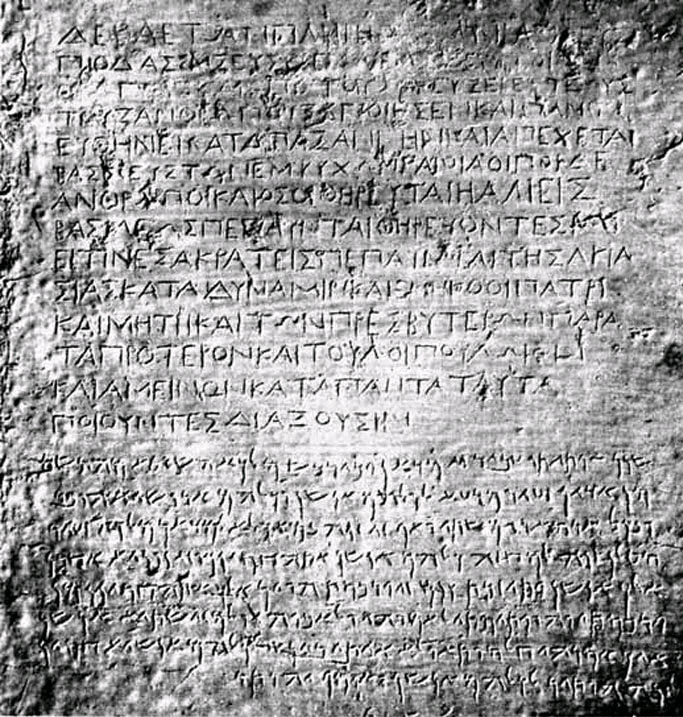
Pedra gravada d'Asoka

La regió fou conquerida per Alexandre el Gran, que va fundar segurament al lloc de l'antiga Αραχωοίας la ciutat d'Alexandria d'Aracòsia o Alexandròpolis (330 aC), situada a uns 5 km a l'oest-sud-oest de la moderna ciutat, al lloc anomenat actualment shahr-i kuhna. Segons una part dels historiadors, la dominació grega es va acabar vers el 304 aC pel tractat entre Seleuc I Nicàtor i Chandragupta (Sandracottus), que va fixar la frontera entre els mauryes i selèucides al riu Helmand a l'oest de Kandahar, però aquesta suposició tendeix a ser descartada modernament, encara que sí que se sap que el tercer rei de la dinastia Maurya, Asoka, va governar aquest territori, directament o per mitjà del reconeixement dels seus governants locals; a la meitat del segle iii aC, Asoka hi va gravar inscripcions en unes pedres, algunes de les quals en grec i arameu o grec (descobertes el 1958 i 1963). El budisme s'hi va introduir en aquest segle i Kandahar tenia un monestir i una estupa.
Més tard, al final del segle iii aC, la província torna a aparèixer en mans d'Antíoc III el Gran (223 aC al 187 aC) per passar seguidament a Demetri I de Bactriana (primer terç del segle ii aC) i després al rei Mitridates I de Pàrtia, que va regnar del 173 al 176 aC i s'hauria apoderat de la regió vers l'inici del seu regnat. Durant els regnats de Fraates II de Pàrtia (136-127 aC) i Artaban II de Pàrtia (127-124 aC), els nòmades saces van envair el territori des del nord procedents de l'Àsia central i van ocupar Aracòsia i Drangiana (reanomenada Sakastana, després Sistan).
No se sap quan fou restablert el domini part sobre la regió, però en temps d'Isidor de Carax (segle I aC) la província o almenys una part estava governada pels parts, que l'anomenaven "Índia blanca" (Indike Leuke), i serien membres de la família Suren, que s'haurien independitzat en començar el segle I formant el Regne indopart. A la segona meitat del segle i, va passar dels indoparts a mans dels kushana i els kushanshah, que la van dominar un tres segles fins als primers anys del segle v, quan va passar a mans dels haytala o heftalites, una branca meridional dels quals va governar Zabulistan. Estava en el seu poder quan els àrabs van arribar a la regió a la meitat del segle vii. El regne hindú establert a Gandhara amb centres a Udabhandapur i Wayhind va afavorir la conversió dels hefatlites a l'hinduisme i la desaparició del budisme.
Els àrabs van ocupar Sistan i van establir una posició avançada a Bust. La regió fou anomenada al-Rukhkhadj (arabització d'Aracòsia) i també Zamindawar i Bilad al-Dawar. La dinastia local dels zunbils del Zabulistan hi estenia el seu poder i tenien la seva capital en una vila i fortalesa anomenada Djarwin/Djurwin. En temps de Muàwiya I (661-680), el governador del Sistan, Abbad ibn Ziyad ibn Abi, va atacar Kandahar i la va ocupar després d'un dur combat i li va donar el nom d'Abbadiya (agafat del seu propi nom); en aquest temps, la regió va pagar tribut al califat, però Abbad fou cridat el 681 i la regió es va perdre; al final del segle vii, només depenia nominalment del Sistan o Sidjistan, però de fet resistia a la penetració dels musulmans.
Un dels sobirans zunbils va derrotar greument el governador delegat de Sistan, Ubayd Allah ibn Abi Bakra, a Zamindawar (698) i per posar fi a la resistència i dominar tota la regió, el governador de l'Iraq al-Hajjaj ibn Yússuf va enviar des de Kirman un gran exèrcit comandat pel general Abd al-Rahman ibn al-Ashath; pel seu magnífic equipament, l'exèrcit fou conegut com l'exèrcit dels galls d'indi (Djaysh al-tawawis); Ibn al-Ashath va arribar a Sistan el 699 i va posar les tropes locals al càrrec del seu comandament; va envair Zabulistan establint guarnicions a les posicions que ocupava i un servei de correu entre aquestes; quan va arribar a les muntanyes, va retornar a Bust deixant per a la campanya del 700 una penetració més agosarada. Però quan va informar al-Hadjdjadj, aquest estava impacient i li va ordenar avançar ràpidament amb amenaça de ser substituït pel seu germà Ishak, i li va escriure diverses cartes pressionant i injuriant-lo greument tractant-lo d'incapaç i tou, deixant entendre a més a més que no retiraria les tropes (a les quals no agradava servir tan lluny) fins a la victòria. Al-Ashath va convocar els seus oficials i es va proclamar la rebel·lió; Ibn al-Ashath va oferir un pacte al zunbil de Kabul, que aquest va acceptar immediatament (en cas de victòria de la rebel·lió el zunbil gaudiria d'avantatges, en cas de derrota hauria de donar asil a al-Ashath). Al-Ashat fou derrotat i va fugir cap al Sistan; una vegada aquí, el seu amil (governador militar) de Zarandj li va refusar l'entrada; el de Bust la va obrir però el va fer presoner; el zunbil de Kabulistan es va presentar i va obligar l'amil a deixar lliure el general, i complint la seva paraula, se'l va emportar protegit fins a la vall de Kabul. Al-Ashat va reprendre la lluita, però se'n va retirar per les divisions entre els rebels, i es va refugiar altre cop amb el zunbil de Kabulistan. Durant un parell d'anys, el governador iraquià va pressionar el zunbil perquè li lliurés el seu protegit i finalment aquest va cedir; es diu que abans de ser lliurat al-Ashath fou mort pel mateix zunbil o va morir de malaltia i el seu cap fou enviat al governador, però el relat més repetit és que, quan estava encadenat en el castell de Rukhkhadj (Aràcosia) per ser lliurat, es va tirar daltabaix arrossegant l'home que li aguantava les cadenes (704).
Així doncs, la regió d'Aracòsia amb Kandahar va romandre de fet en poder dels zunbils al segle viii. Els historiadors musulmans van tenir tendència a considerar-la com a part nominal de la província del Sind, potser perquè els habitants del Zamindawar (Aracòsia estava al costat d'aquesta regió i formaven part dels dominis del zunbil) adoraven el déu Zun, que tenia similituds amb els déus hindús. En una data a l'entorn del 737, hi va fer una expedició el governador del Sind Amr ibn Muhammad ibn Kasim, que va arribar a Multan, Caixmir i un altre lloc que segons uns historiadors fou Kandahar i segons d'altres Gandhara, a l'Indus superior, segurament Wayhind, capital dels hindushàhides. En aquest temps, la regió s'anomenava Zamindawar i al-Rukhkhadj i la principal ciutat era Pandjway o Bandjway seguida per Tiginabad (a un dia de viatge de Bust).

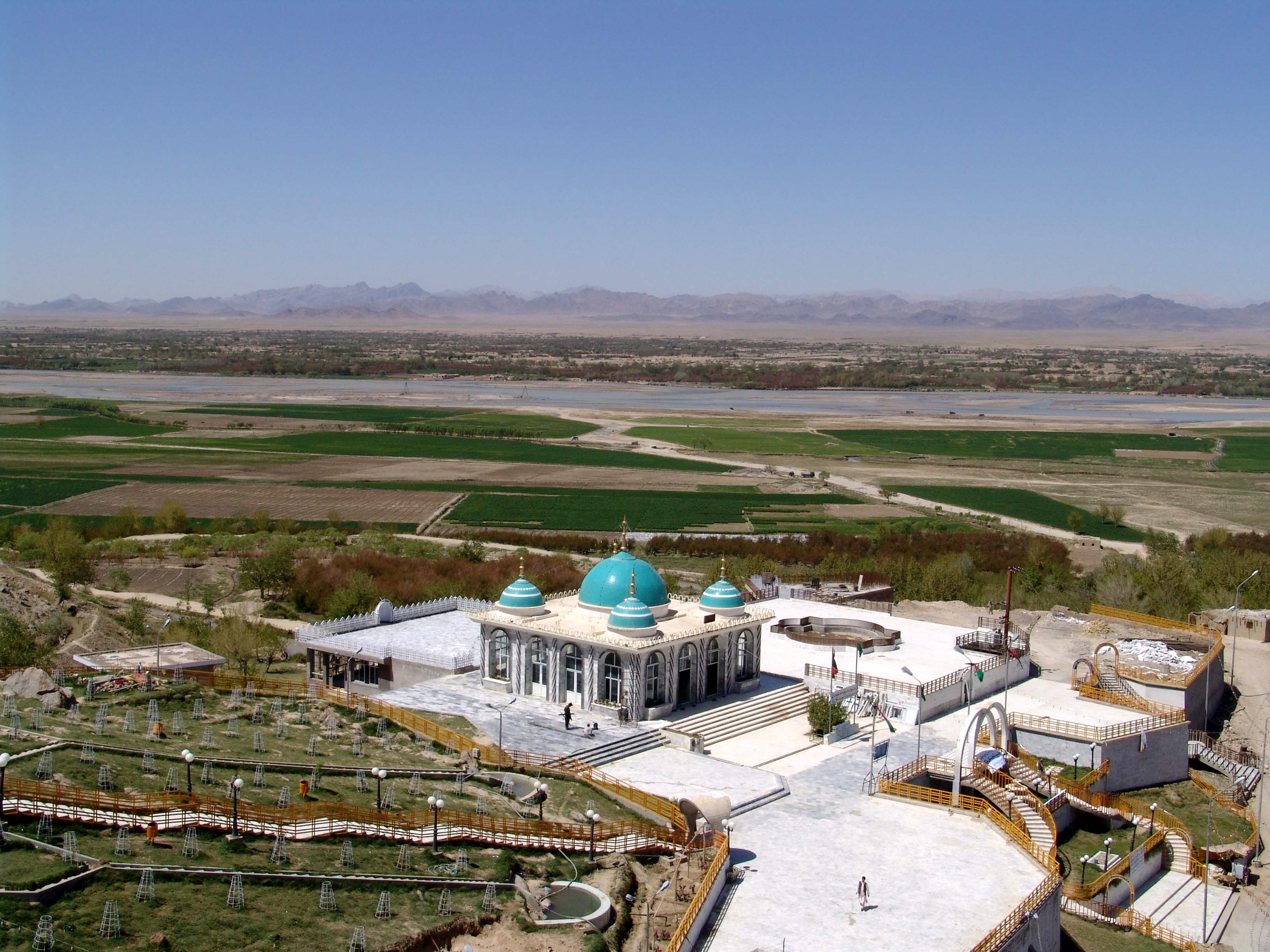
Moderna capella de Baba Wali

Amb Harun ar-Raixid (786-809), el governador de Khorasan, al-Fadl ibn Yahya al-Barmakí (793-795) hi va enviar dues expedicions el 795. Durant el mandat d'al-Mamun (813-833), un nou atac va comportar la captura del zunbil i la seva conversió a l'islam; els zunbils van pagar tribut al governador del Khorasan Abd-Al·lah ibn Tàhir (828-845) en diners i esclaus.
Sota Yaqub ibn al-Layth, el safàrida, els àrabs va arribar a la zona, van derrotar el zunbil i van ocupar Gazni, Bust, Bamiyan, Kabul i les mines del Panjshir vers el 870/871) i van governar des de Zarandj. Els elefants de la zona i els ídols pagans, enviats a Bagdad, van causar sensació. Però els zunbils de Zabulistan tornaven a dominar la vall al final del segle ix, emparentats com estaven a la branca de Kabul (Kabulxahs o hinduxahides)
Finalment, foren eliminats pels gaznèvides al final del segle x. En aquest temps, Kandahar havia esdevingut una vila musulmana que va tenir un creixement notable, amb formació de la fortalesa (kala), les seves muralles (madina, shahrastan) i barris (rabad). Amb la destrucció del centre gaznèvida de Lashkaria Bazar (Kalayi Bist) pel gúrida Ala al-Din Husayn el 1151, Kandahar va assolir la posició capdavantera com a ciutat principal de la regió.

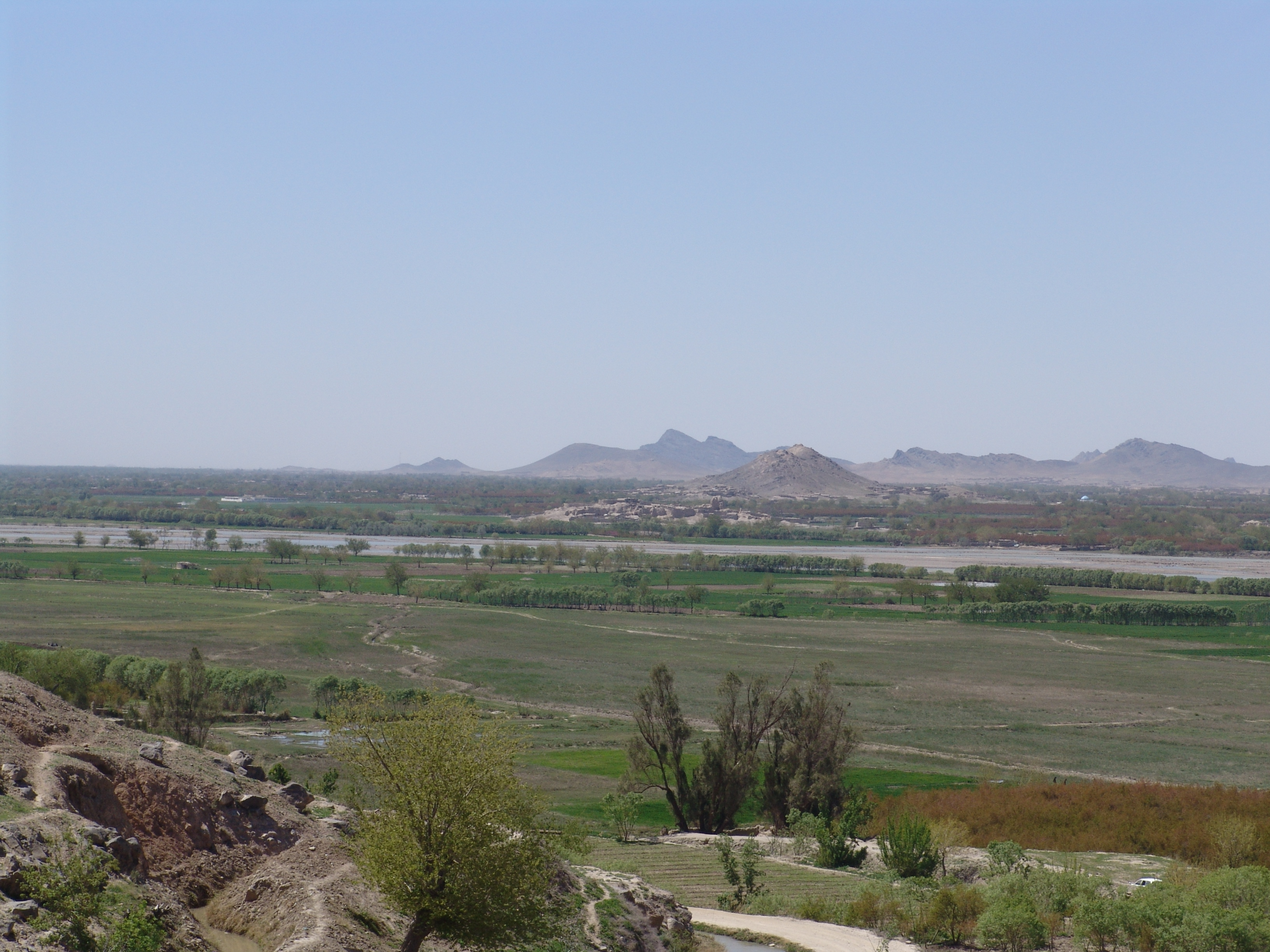
Vall d'Arghandab

El 1212 va caure sota domini de Coràsmia i el 1222 fou ocupada pels mongols, quedant a la frontera amb els ulus de Txagatai i formant part del kanat d'Hulagu (1256) si bé probablement Genguis havia assignat la zona al seu fill Txagatai i els txagataïdes es van anar infiltrant de manera pacífica. El 1271 els il-kànides van rebre amistosament al deposat kan de Txagatai Mubarak Xah i li van concedir el govern dels neguderis, un cos de tropes turcomongoles establert a Kandahar, estretament relacionat amb un altre cos similar, els karaunes (establerts a Kunduz i Baghlan). Mubarak Xah va morir el 1276 en lluites al sud-est de Pèrsia, i els seus successors, prínceps txagataïdes, aviat es van distanciar de la lleialtat al kan Il-kan per decantar-se a favor del kan de Txagatai.
Vers el 1300 els neguderis ja estaven sotmesos al kan de Taxagatai, tot i que els Ilkhan per descomptat consideraven seva la zona i en tot cas veien als neguderis com uns petits rebels tribals locals. El 1314 el Il-khan Oldjeitu va concedir un ampli territori al príncep Yasaur; poc després va fer una incursió a territori txagatai més enllà de l'Oxus, per la que va rebre ajuda il-kànida i va obtenir una victòria, fent una gran quantitat de presoners que es va emportar al sud el riu i els va establir al Khurasan. Oldjeitu li havia concedit les pastures de Badghis (regió d'Herat) però després devia estendre la seva jurisdicció a la regió entre Balkh i Kabul i al sud fins a les muntanyes de Kandahar. A la mort d'Oldjeitu (1316) es va mantenir lleial al successor Abu Said Bahadur Khan que fins aleshores era el nominal virrei de Khurasan (província mongola) i Mazanderan. El 1318 Yasaur es va revoltar però la seva rebel·lió es va enfonsar (primavera del 1319); una de les primeres accions del kan de Txagatai, Kebek quan va succeir el 1318 al seu germà Esen Buka I, fou atacar a Yasaur, que en aquell moment seguia revoltat contra els Il-khans i es trobava en un destret a la frontera, la qual anava de Balkh a l'oest fins a Kabul a l'est, i fins a Badakhxan pel nord i Kandahar al sud, pràcticament tota la zona il-kànida sobre la qual podien al·legar drets els txagataïdes; Kebek el va derrotar i matar el juny del 1320.
En el regnat de Tarmaixirin (1330-1334), les regions de Balkh, Kunduz, Baghlan, Gazni i Kandahar havien esdevingut de facto possessions dels kans de Txagatai dins de l' ulus de Transoxiana. De Kazan Khan se sap que tenia vincles amb el Khurasan però no es segur que exercis el domini directe de la zona de Balkh, Kabul, Gazni i Kandahar, però si que sembla molt probable que al menys aquesta zona li va estar sotmesa en tant que era kan de Txagatai. Qazaghan devia heretar aquest poder perquè Tumen Neguderi, amir dels neguderi de Kandahar, el va acompanyar en la seva expedició a Herat el 1351. Tamerlà, en la seva època de guerrer errant, va arribar a la regió de Kandahar el 1363 on finalment es van trobar amb Amir Husayn que s'havia avançat i ja els esperava i en aquesta època els amirs neguderis eren probablement vassalls dels maliks kart d'Herat.
Quan Tamerlà ja estava ben assentat al poder, el poble muntanyenc dels uganians, que vivia al sud de Kandahar a les muntanyes Kuh Sulayman, va enviar un ambaixador a Timur per oferir la seva submissió i demanar el nomenament d'un daruga (governador). Timur, que estava al nord, ho va concedir i va nomenar un governador, però per causes desconegudes, al cap de pocs dies els uganians es van revoltar. Això no ho podia tolerar Timur, que va ordenar a l'exèrcit marxar al país uganià amb ordre de combatre tant bon punt arribessin. Finalment la victòria va caure lògicament del costat dels timúrides i la fortalesa de la muntanya de Kuh Sulayman, que era el centre dels uganians, va caure a mans dels soldats de Timur. Els uganians foren tots massacrats.
Timur es va dirigir aleshores cap a Kandahar. Havia enviat per endavant a Jahan Shah Bahadur (fill de Jaku Barles), Mubashir i Iskandar-i Shaykhi que inicialment nomes havien començat a preparar el setge però van veure una oportunitat i van assaltar la ciutat per sorpresa i se’n van apoderar. El governador fou fet presoner i enviat a la cort de Timur on fou penjat. Timur va concedir diversos regals a Jahan Shah Bahadur i el va enviar a Kilat-i Nadiri, ciutat al sud de Kandahar que l'amir va assetjar i va assaltar diverses vegades, a vegades avançant i altres sent rebutjat; finalment amb la progressiva destrucció de les muralles, va poder entrar a la ciutat i va arrasar tots els edificis. Per la seva part Miran Shah fou enviat a Khuzdar, al sud-est de Kalat. Els dos comandants van tornar gairebé al mateix temps al campament de Timur. Com que de l'expedició de Miran Shah no s'indica cap resultat cal suposar que no va tenir èxit. La mateixa conquesta de Kalat fou temporal i el seu control pels timúrides no va subsistir. Timur va nomenar governador de Kandahar a Saifel Barles. Saifel Nikudari va rebre el tuman dels Nikudaris o Neguderis. Saifel, Barles amb les seves tropes i altres procedents d'altres llocs va participar en la repressió de la revolta de Junayd i Bayazit Borolday i Abu Said Bisud, als que van derrotar però els tres caps rebels van poder fugir a Delhi
El gran sobirà, estan a la plana de Akyar, entre Samarcanda i Kish, va donar la regió de Balkh, Kabul, Gazni i Kandahar, en feu, al seu net Pir Muhàmmad ibn Jahangir, incloent totes les terres a l'est fins a l'Índia i al riu Indus (persa: riu Absend). Per formar part de la seva cort va designar a Kutb al-Din (cosí de Sulayman Shah), Bahlul ibn Muhammad, Dervix Barles, Islam Barles fill d'Eltxi Bugha Barles i altres. Pir Muhammad fou designat hereu de l'imperi en el testament de Tamerlà (1405) però Khalil Sultan es va anticipar i es vapoder fer proclamar sobirà a Samarcanda i Pir Muhammad fou assassinat el 1407.
Per un temps el poder fou usurpat per Pir Ali Taz Sulduz. Estant al Jihun el 1409, Xah Rukh va concedir a Qaydu ibn Pir Muhammad els governs de Kabul, Gazni i Kandahar (que ja tenia però que li havia disputat Pir Ali Taz) fins al riu Sind (però sense Balkh i Tukharistan) A la regió de Kandahar el poder directe el tenia l'amir Mawdud. Pir Muhammad ibn Kutlu, germà de l'amir Tuman Kandahari (Tuman Nikudari) i fill de Kutlu Nikudari, conegut habitualment com a “Perek”, es va revoltar contra Mawdud i el va expulsar del territori. Mawdud i Perek es van dirigir a la cort imperial reclamant un contra l'altra; després d'una investigació, els problemes foren atribuïts a Mawdud i Xah Rukh va conferir el govern a Perek. Mawdud no fou castigat però se li va ordenar restar a la cort per temps indefinit. El 1413 Iskandar de Fars i Esfahan, va enviar un emissari per provocar la rebel·lió de Perek, però no va tenir èxit (l'emisari fou arrestat). El 1414 el príncep Baykara fou enviat a residir a Kandahar, formalment com a convidat de Qaydu ibn Pir Muhammad. Baykara, durant la seva estada a Kandahar, es va aliar amb grups d'homes turbulents i va planejar un atac contra Qaydu. Aquest assabentat el va fer detenir i va fer matar tots els sediciosos deixant només a Baykara carregat de cadenes, a disposició de Xah Rukh.
Va ser donat altre cop com a feu al timúrida Soyurghatmish ibn Shah Rukh el 1418 i el 1427 al seu fill Sultan Masud Mirza fins al 1440. Després va pertànyer a la línia timúrida d'Herat (1440-1459) i va passar a Abu Said de Transoxiana (1459-1469), i després a Husayn Mirza Baykara del 1469 fins al 1506. En aquestos anys, va quedar en mans de l'arghúnida Dhu l-Nun, vassall timúrida; el 1504 Baber es va apoderar de Kabul, que pertanyia a Muskin Arghun, fill de Dhu l-Nun; Baber va permetre als arghuns conservar Kandahar, que va esdevenir la seva capital; a Dhu l-Nun el va succeir el 1507 Shah Beg Arghun, al qual poc després va atacar Baber, que li va arrabassar Kandahar (1507); Shah Beg va obtenir l'ajut dels shibànides i el seu sobirà Shibani Khan va assetjar Baber a Kandahar i el va obligar a retirar-se, i Shah Beg va recuperar la ciutat (vers 1508), que va poder conservar; el 1518 va començar la conquesta del Sind, del qual s'havia apoderat el 1522 quan Baber va entrar per segon cop a Kandahar, segons sembla després d'un llarg setge de cinc anys portat amb molta deixadesa, i aturat i reprès diversos cops. Shah Beg es va retirar a Sibi, Quetta i al Sind, on va governar fins a la seva mort el 1524.
A la mort de Baber el 1530, el govern de Kandahar fou donat al seu fill Kamran Mirza, però els safàvides perses també aspiraven al seu domini, i s'havien establert a Herat (1528). Els atacs perses a Kandahar sota el xa Tahmasp I el 1534-1536 foren rebutjats per Kamran. En la reconciliació de 1539 entre l'emperador Humayun i el seu germà Mirza Hindal, a aquest darrer li fou concedit el govern de Kandahar, mentre Kamran va ser ratificat en el govern de Panjab amb seu a Lahore. En el conflicte posterior entre Kamran i Humayun, aquest darrer va haver de fugir cap al Sind i finalment es va dirigir cap a Kandahar (1543), que ara estava governada pel seu germà Askari, que va aixecar la ciutat en contra seva, i Humayun fou humiliat i es va haver de retirar cap al Sistan, lliurant-se per ben poc de ser capturat; Humayun va finalitzar la seva fugida a la Pèrsia safàvida, on el xa Tahmasp I li va concedir asil amb honors a Herat (1544); Humayun va donar al xa el seu gran diamant i va signar uns papers assegurant que era xiïta i finalment el xa li cedí un exèrcit de dotze mil guerrers per recuperar el seu tron. El març de 1545 es va presentar a Kandahar, que finalment li fou donada per Askari el setembre, però quan Humayun va marxar de la ciutat, Askari la va recuperar (octubre de 1545) amb suport dels arghuns del Sind, però Humayun la va tornar a ocupar el 1546 o 1547, després de les seves victòries.
El 1558 Tahmasp I va atacar Kandahar i la va ocupar. Els mogols no van poder recuperar la ciutat fins al 1595. Sota Jahangir, els perses van retornar i van ocupar la ciutat per segona vegada (1620); els mogols la van reconquerir el 1638, però el 1648/1649 va caure en mans d'Abbas II de Pèrsia per tercera vegada; els safàvides la van conservar més de mig segle, fins al 1709, durant els quals va formar la província de Kandahar, que incloïa també els districtes de Mustang, Sibi, Kakari i d'altres al sud, i va tenir com a governador, entre d'altres, diversos prínceps safàvides.
La tribu afganesa dels ghilzays s'havia establert en aquest temps a la rodalia de la ciutat, en territori que havia quedat buit, ja que Abbas I el Gran havia traslladat els seus habitants originaris de la tribu abdali cap a la rodalia d'Herat. Els ghalzays, en general, havien donat suport als safàvides contra els mogols, però vers el 1707 un cap del clan hotak dels ghalzays, Mir Wais o Mir Ways Hotak, va entrar en dissidència i es va revoltar el 1709; el governador safàvida de Kandahar, d'origen georgià (Gorgin Khan, que fou el rei Jordi XI de Kartli del 1676 al 1688 del 1691 al 1695 i del 1703 al 1709), fou assassinat (23 d'abril del 1709) i Mir Ways va ocupar el seu lloc; va obtenir el suport de tots els ghilzai (ghilzay) i altres tribus; es va declarar independent, si bé amb el modest títol de wakil (regent); encara que el novembre de 1709 fou nomenat governador Kai Khusrau de Kartli (rei de Kartli 1709-1711), no va poder recuperar la zona i va morir en lluita contra Mir Wais el 27 de setembre de 1711, i el cap ghilzay va consolidar el seu poder.
A la seva mort el 1715 fou enterrat a Kandahar, on la seva tomba és venerada. El seu fill Mahmud el va succeir el 1715 i després d'una lluita pel poder que va durar sis mesos contra Mir Abd Allah Khan Hotak, va consolidar la seva posició i el 1720 va envair Pèrsia, conquerint Kirman, arribant fins a Esfahan, on va deposar el xa Sultan Hoseyn I (1722). Mahmud fou proclamat xa efímerament, però fou enderrocat pels seus propis soldats el 1725; el va succeir el seu nebot Ashraf Kahn, que va regnar quatre anys abans de morir a mans dels mateixos afganesos quan fugia cap a Kandahar (1730), on governava Mir Husayn (Husayn Sultan Khan Hotak), que havia rebatejat la ciutat com Husaynabad, mentre a Pèrsia fou restaurada la dinastia safàvida en la persona de Tahmasp II, fill de Sultan Hoseyn I.
Mir Husayn va governar fins al 12 de març de 1738, quan la ciutat fou conquerida després d'un setge per Nadir Shah, que va tenir el suport dels abdalis d'Herat, i la ciutat a l'interior de les muralles fou arrasada totalment, juntament amb la ciutadella. Nadir va construir al sud-est de la ciutat vella una base militar que es va dir Nadirabad i va fer encunyar moneda amb els noms de Kandahar i Nadirabad (aquest darrer, finalment, es va perdre després de 1747). La tribu dels abdali va esdevenir la tribu més poderosa sota Nadir Shah i van ser autoritzats a tornar a Kandahar.
A la mort de Nadir Shah, el cap dels abdalis, Ahmad Shah Abdali, era el principal cap militar i va canviar de nom la tribu a durrani (agafant el nom d'Ahmad Shah Durrani), establint el seu domini sobre l'Afganistan. Ahmad Shah va fundar una nova Kandahar a l'est de l'antiga (1748), rodejada de murs i batejada com Ahmamdshahi amb l'afegit ashraf al-bilad ('la més noble de les viles'), segons les monedes que s'hi ven encunyar, i que fou la seva capital. Quan va morir el 16 d'octubre de 1772 va ser enterrat a la ciutat i la seva tomba va passar a ser més venerada que la de Mir Ways Hotak.
Amb Timur Shah, la capital es va traslladar a Kabul el 1774. Els nets d'Ahmad Shah, Mahmud i Shudja, es van enfrontar en una guerra civil i Kandahar va passar a mans d'uns i altres. Dost Muhammad Khan, que dominava Kabul des del 1826, va nomenar el seu germà Kuhandil Khan i, en aquest període, Shah Shudja, de la línia sadozay dels durranis, va atacar Kandahar el 1834 i el 1839, durant la Primera Guerra angloafganesa (1839-1842) va ser emir de Kabul i Kandahar al mateix temps. En la Segona Guerra angloafganesa (1879 a 1882) el 1880, Shir Ali Khan Barakzay (Sadozay) va governar Kandahar, però fou atacat per Muhammad Ayyub Khan (fill de Shir Ali i net de Dost Muhammad Khan) d'Herat; en les dues guerres els britànics van ocupar Kandahar. Amb la victòria del general Roberts a Kandahar el 1881 tota la regió fou donada a Abd al-Rahman Khan, que va esdevenir el primer emir de l'Afganistan.

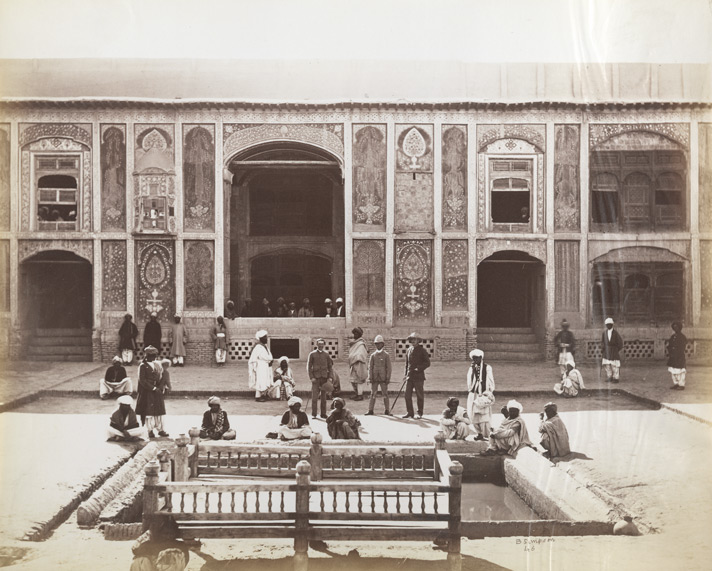
Shir Ali al pati de la seu del seu govern el 1881

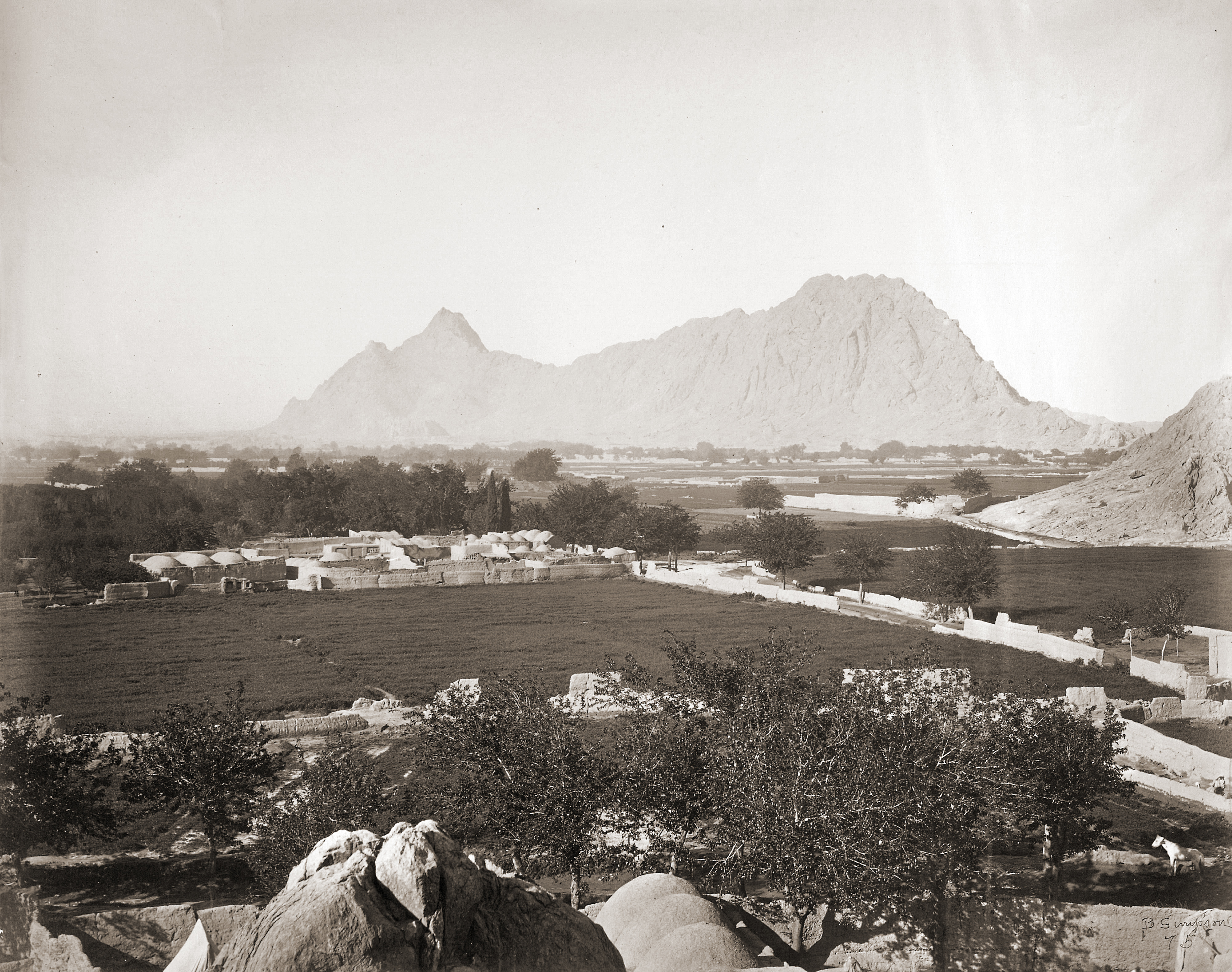
Muntanya Chilzina el 1881

Els governs de l'Afganistan, d'hegemonia paixtu, van afavorir aquesta llengua, que és la parlada generalment a Kandahar; el 1947, es va fundar a la ciutat una societat pel desenvolupament del paixtu anomenada Wish Zalmyan ('Ull de la joventut'). El 1959 s'hi van produir disturbis en protesta contra una forta pressió fiscal i contra l'abolició de l'obligació de les dones de portar vel. El 1960, es va obrir l'aeroport internacional amb ajut americà, a uns 16 km al sud-est de la ciutat. L'aeroport fou base soviètica durant el període d'influència de la Unió Soviètica entre 1980 i 1989.
El 1992, caigut el govern comunista, el cap guerriller Gul Agha Sherzai es va apoderar de la ciutat fins al 1994, quan fou ocupada pels talibans, que hi van establir la seva capital. Després del 2001, amb el país sota ocupació americana, les forces de l'OTAN utilitzen l'aeroport i el senyor de la guerra Gul Agha Sherzai va tornar a dominar la ciutat i província, encara que en gran part està dominada pels talibans; Sherzai era considerat corrupte i el 2003 fou substituït per Yousef Pashtun, que al seu torn fou substituït per Asadullah Khalid el 2005. Va tenir com a successor Tooryalai Wesa, actual governador provincial. La ciutat és seu del contingent canadenc.

## Llista de sobirans de Kandahar (des de 1863, emirs)
- Ahmad Shah Durrani 1747-1772
- Sulayman Shah 1772
- Timur Shah 1772-1793
- Humayun Shah 1793 (18 de maig a 19 de juny)
- Zaman Shah Durrani 1793-1801
- Mahmud Shah Durrani 1801-1803
- Shah Shudja (Shudja al-Mulk Shah) 1803-1804
- Kamran Shah 1804-1805
- Shah Shudja (Shudja al-Mulk Shah) 1805-1808
- Mahmud Shah 1808
- Shudja Shah (Shudja al-Mulk Shah) 1808-1809
- Mahmud Shah 1809-1818
- Sultan Ali Shah 1818-1819
- Shirdil Khan Mohammadzay, regent 1819 - 1826
- Purdil Khan Mohammadzay, regent 1826 - 1839
- Shah Shudja (Shudja al-Mulk Shah) 1839 - 1842
- Safdar Jang Khan Saddozay, regent 1842
- Kuhandil Khan Mohammadzay, regent 1842 - 1855
- Mohammad Sadeq Khan Mohammadzay, regent 1855 (agost a novembre)
- Gholam Haydar Khan Mohammadzay, regent 1855 - 1858
- Dost Muhammad Khan 1858-1863
- Muhammad Amin Khan 1863 - 1865
- Shir Ali Khan 1865 - 1867
- Mohammad Afzal Khan 1867 (gener a octubre)
- Mohammad Azam Khan 1867 - 1868
- Shir Ali Khan (segona vegada) 1868 (abril a setembre) i 1868-1879
- Mohammad Yakub Khan 1879 (febrer a octubre)
- Mohammad Jan (ministre regent), 1879 - 1880
- Shir Ali Khan Barakzay (ministre regent) 1880 - 1881
- Abd al-Rahman Khan 1881 (abril a juliol)
- Muhammad Ayyub Khan 1881 - 1881 (juliol a setembre)
- Abd al-Rahman Khan, emir de l'Afganistan 1881-1901